# Spoorlijn Carcassonne - Rivesaltes
De spoorlijn Carcassonne - Rivesaltes is een Franse spoorlijn van Carcassonne naar Rivesaltes. De lijn is 122,4 km lang en heeft als lijnnummer 676 000.

## Geschiedenis
De lijn werd in gedeeltes geopend door de Compagnie des Chemins de fer du Midi, van Carcassonne naar Limoux op 15 juli 1876, van Limoux naar Quillan op 1 juli 1878, van Saint-Paul-de-Fenouillet naar Rivesaltes op 14 juli 1901 en van Quillan naar Saint-Paul-de-Fenouillet op 22 mei 1904.
Het personenvervoer tussen Quillan en Rivesaltes werd opgeheven op 18 april 1939, ruim een jaar later op 27 juni 1940 ook tussen Carcassonne en Quillan. Tussen Carcassonne en Quillan werd het reizigersverkeer heringevoerd op 3 juli 1946, op 30 december 2017 werd het gedeelte tussen Limoux en Quillan wederom gesloten.
Goederenvervoer werd opgeheven tussen Quillan en Axat op 30 september 1956 en tussen Saint-Martin-Lys en Axat weer ingevoerd in april 1963. Tussen Saint-Martin-Lys en Lapradelle werd het goederenvervoer definitief gestaakt in 1998. Tussen Lapradelle en Saint-Paul-de-Fenouillet was er vervoer tot 2005 en tussen Saint-Paul-de-Fenouillet en Cases-de-Pène tot 22 juni 2007. Op dit gedeelte werd het goederenvervoer hersteld in 2011 tussen Saint-Paul-de-Fenouillet - Cases-de-Pène en tussen Caudiès-de-Fenouillèdes Saint-Paul-de-Fenouillet in 2012, in 2015 werd het definitief gestaakt in juni 2015. Tussen Cases-de-Pène en Rivesaltes was er goederenvervoer tot december 2024.

## Treindiensten
De SNCF verzorgt het personenvervoer op dit traject met TER treinen.
| Serie      | Treinsoort | Route                | Bijzonderheden |
| ---------- | ---------- | -------------------- | -------------- |
| TER 877600 | TER (SNCF) | Carcassonne – Limoux |                |

## Aansluitingen
In de volgende plaatsen is of was er een aansluiting op de volgende spoorlijnen:
Carcassonne
RFN 640 000, spoorlijn tussen Bordeaux-Saint-Jean - Sète-Ville
Limoux
RFN 673 000, spoorlijn tussen Pamiers en Limoux
Rivesaltes
RFN 677 000, spoorlijn tussen Narbonne en Port-Bou (grens)

## Galerij

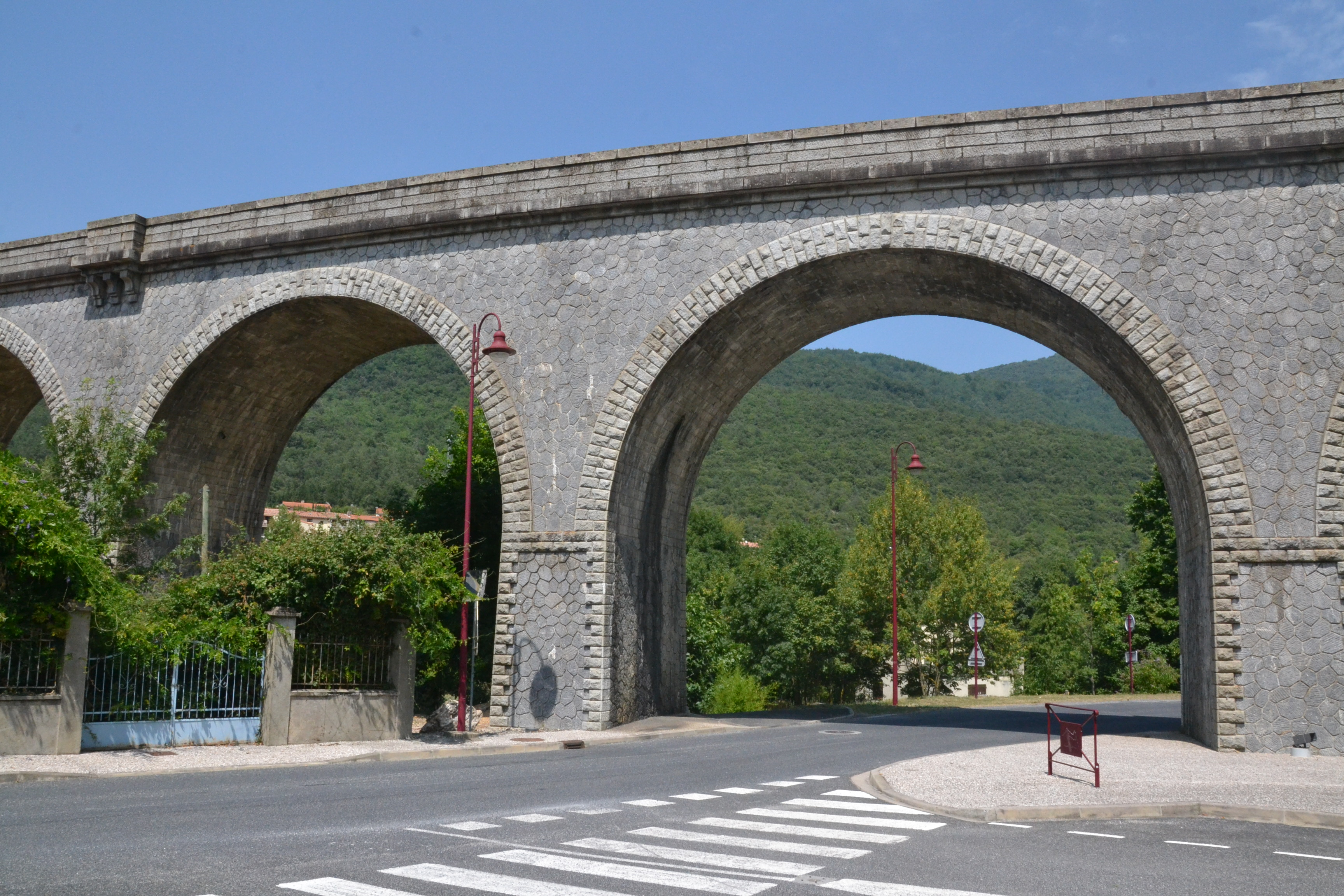
Spoorbrug bij Puilaurens.
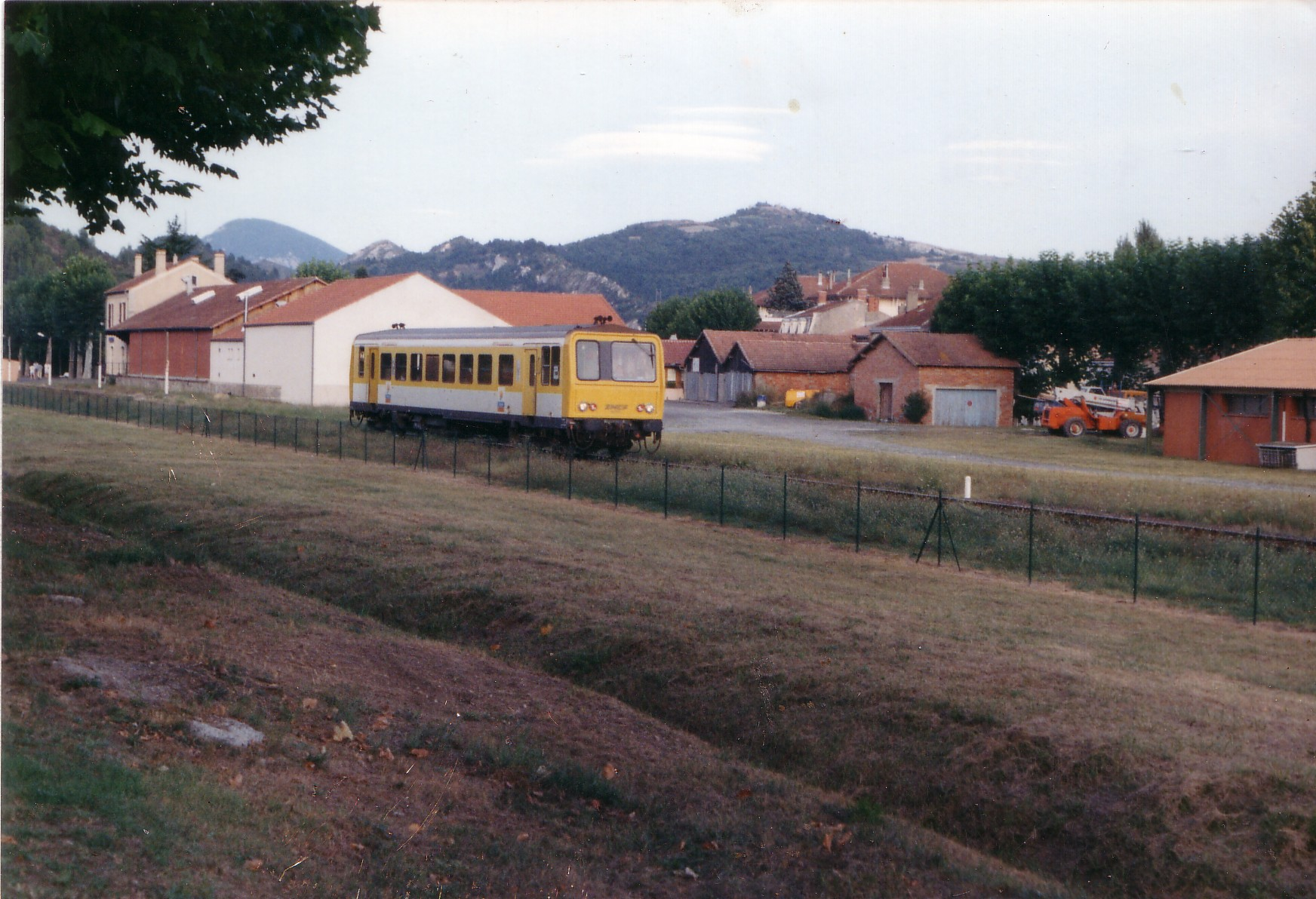
Een railbus bij Espéraza in de zomer van 2000.
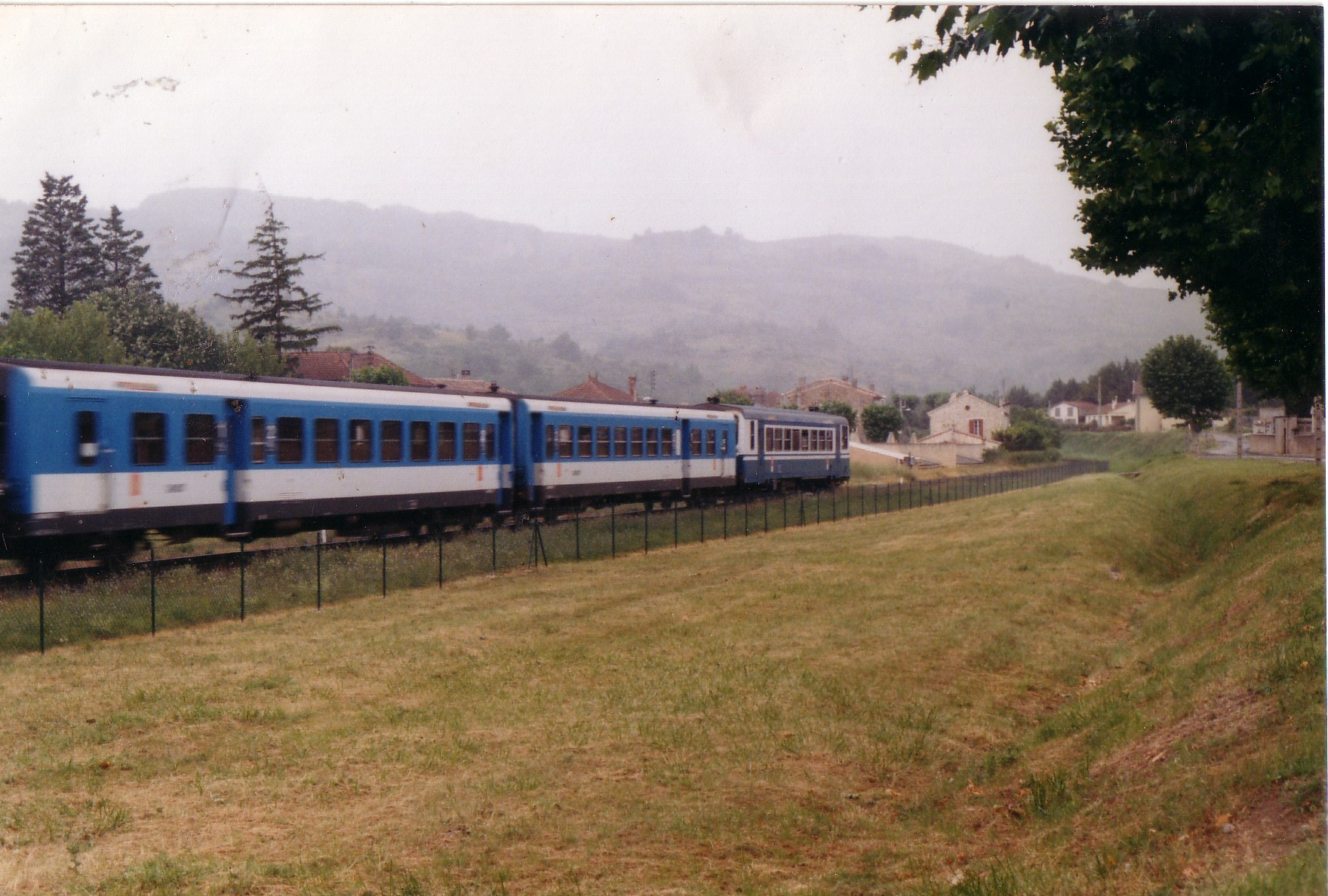
Een railbus met twee wagons bij Espéraza op 14 juli 2000.
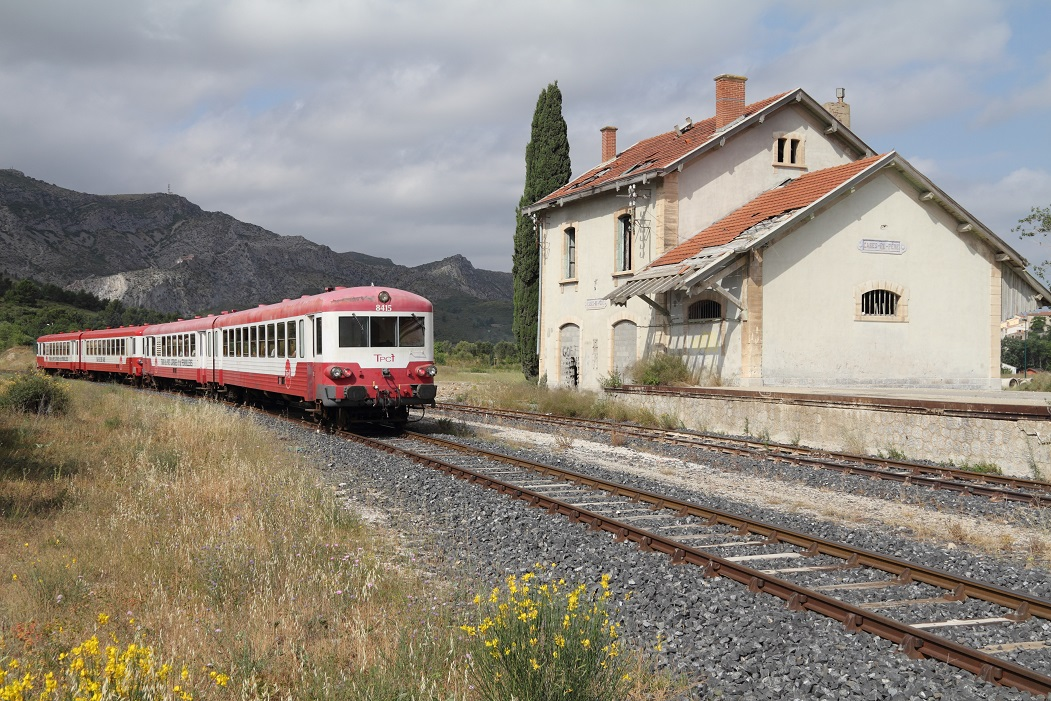
Station Cases-de-Pène in juni 2013.